# 星に語れば
「星に語れば」（ほしにかたれば 原題:I've Told Every Little Star）は、ポピュラーソングのスタンダードナンバーである。

## 概説
1932年にジェローム・カーンとオスカー・ハマースタイン2世が『Music In The Air』という映画のために作ったミュージカル・ナンバーであり、パット・ブーン、マーガレット・ホワイティング、キャノンボール・アダレイ、ソニー・ロリンズ、パーシー・フェイス、ビング・クロスビーなどの超大物スター歌手もカバーした曲である。1960年代に入りリンダ・スコットが1961年に発表したころにより再び注目を浴び、アメリカはもちろん、ヨーロッパでも多くのカバーを生み大ヒットした。また、2001年にはデヴィッド・リンチの映画『マルホランド・ドライブ』の中でも使用された。
歌詞の内容は、片思いしている少女が星空に向かって乙女チックな願いをするという、ロマンティックでキャッチーな歌である。

## 日本での扱い
日本でもリンダ・スコットによるカバーがヒットしていたが、2011年から始まったバラエティ番組『マツコの知らない世界』のテーマソングとして使用されると、再び日の目を見ることとなり、曲のイメージも大きく変わってしまったという。
2016年にカントリー・ガールズのカバーが「ランラルン〜あなたに夢中〜」として新たにリリースされ、元の曲とは全く違う内容の日本語の歌詞が付けられた。

## その他のカバー
- Gitte Hænning（デンマーク）
- Kim Davey
- Grete Klitgaard
- Kong Ling（香港）
- Mathe Altery（フランス）※仏語 La Nuit De L'Été
- Laila Kinnunen（フィンランド）※芬語 Tietää tähti jokainen
- シャ・ナ・ナ（アメリカ）
- ナンシー・ボイド（アメリカ）
- ビル・ヘイリーとコメッツ（アメリカ）※1955年4月17日、クリーブランド (オハイオ州)のメイソニックテンプルにてライブ録音。[1]